# Neoseiulus caruncula
Neoseiulus caruncula är en spindeldjursart som beskrevs av Chaudhri, Akbar och Rasool 1979. Neoseiulus caruncula ingår i släktet Neoseiulus och familjen Phytoseiidae. Inga underarter finns listade i Catalogue of Life.